# Йокивалли, Ярмо
Я́рмо «Ла́му» Йо́кивалли (фин. Jarmo «Lamu» Jokivalli; род. XX век, Финляндия) — финский кёрлингист.
В составе мужской сборной Финляндии участник чемпионата мира 1988 (заняли девятое место) и четырёх чемпионатов Европы (лучший результат — седьмое место в 1987). Четырёхкратный чемпион Финляндии среди мужчин.
Играл в основном на позиции второго.

## Достижения
- Чемпионат Финляндии по кёрлингу среди мужчин: золото (1985, 1986, 1987, 1988), серебро (1984).

## Команды
| Сезон   | Четвёртый            | Третий                                   | Второй                                   | Первый          | Запасной       | Турниры                       |
| ------- | -------------------- | ---------------------------------------- | ---------------------------------------- | --------------- | -------------- | ----------------------------- |
| 1983—84 | Markku Hämäläinen    | Юсси Уусипаавалниеми                     | Петри Тсутсунен                          | Ярмо Йокивалли  |                | ЧФМ 1984                      |
| 1984—85 | Юсси Уусипаавалниеми | Петри Тсутсунен                          | Маркку Уусипаавалниеми                   | Ярмо Йокивалли  | Юхани Хейнонен | ЧФМ 1985                      |
| 1985—86 | Юсси Уусипаавалниеми | Петри Тсутсунен                          | Маркку Уусипаавалниеми                   | Ярмо Йокивалли  | Юхани Хейнонен | ЧЕ 1985 (9 место) · ЧФМ 1986  |
| 1986—87 | Юсси Уусипаавалниеми | Яри Лаукканен                            | Петри Тсутсунен                          | Ярмо Йокивалли  | Юхани Хейнонен | ЧЕ 1986 (11 место) · ЧФМ 1987 |
| 1987—88 | Юсси Уусипаавалниеми | Ярмо Йокивалли                           | Яри Лаукканен                            | Петри Тсутсунен | Юхани Хейнонен | ЧЕ 1987 (7 место)             |
| 1987—88 | Юсси Уусипаавалниеми | Яри Лаукканен (ЧФМ) Петри Тсутсунен (ЧМ) | Петри Тсутсунен (ЧФМ) Яри Лаукканен (ЧМ) | Ярмо Йокивалли  | Юхани Хейнонен | ЧФМ 1988 · ЧМ 1988 (9 место)  |
| 1988—89 | Юсси Уусипаавалниеми | Ярмо Йокивалли                           | Яри Лаукканен                            | Петри Тсутсунен | Юхани Хейнонен | ЧЕ 1988 (12 место)            |

(скипы выделены полужирным шрифтом)